# Canal Mariinsky
Le canal Vytegorsky ou Mariinsky (russe : Мариинский канал) est un maillon clé du système hydrique Mariinsky (ru), reliant les rivières Kovja et Vytegra. En 1886, le canal Novo-Mariinsky a été creusé pour remplacer l'ancien canal, qui passait au nord du lac Matko. Les deux canaux sont situés dans le Raion de Vitegorsky de l'Oblast de Vologda en Russie . 
Par la suite, le canal moderne Volga-Baltique a partiellement suivi le tracé du canal Mariinsky, et le canal Novo-Mariinsky a perdu de sa pertinence et est maintenant partiellement comblé. 

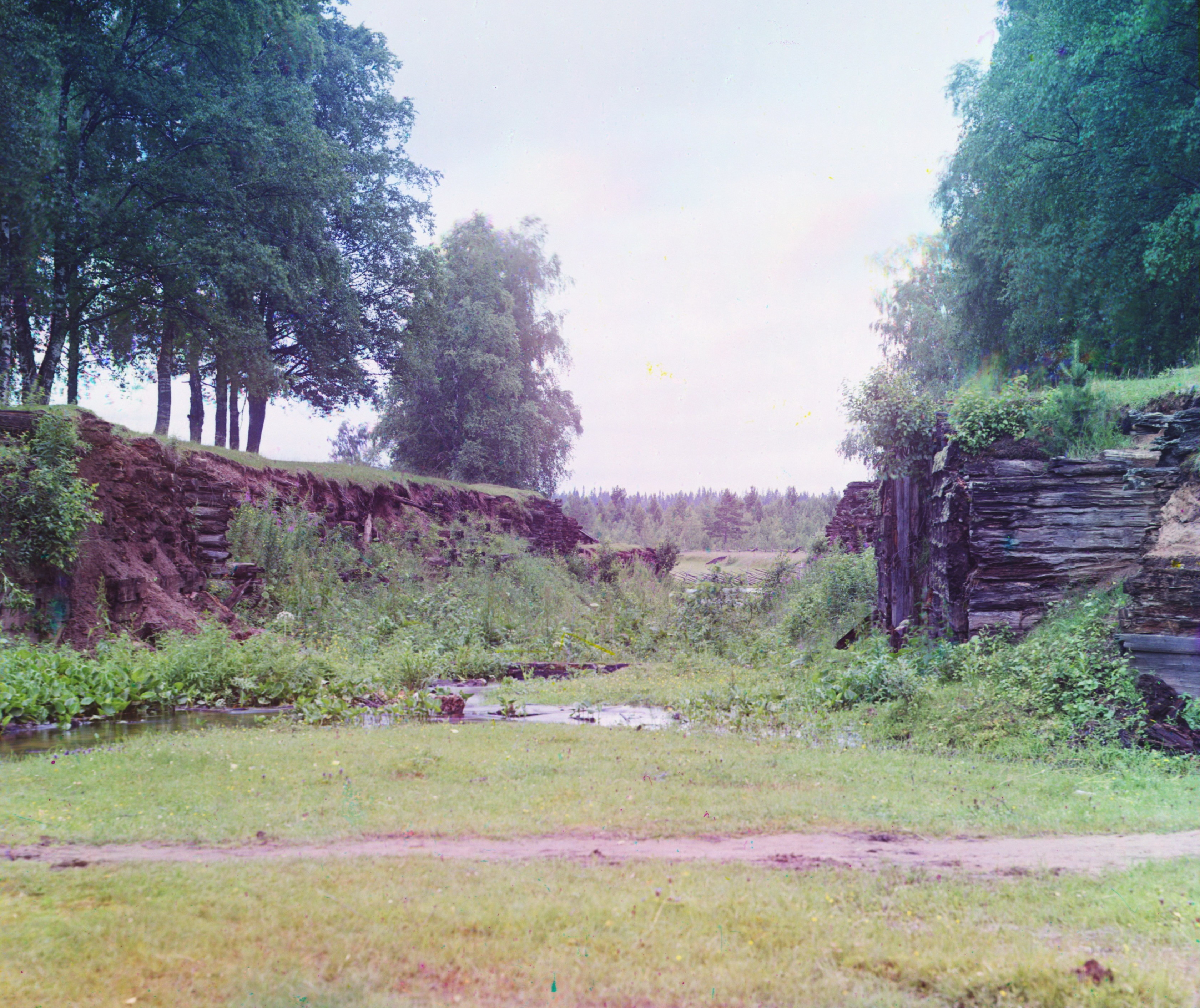
Écluse Petrovsky sur l'ancien canal Mariinsky. 1909.

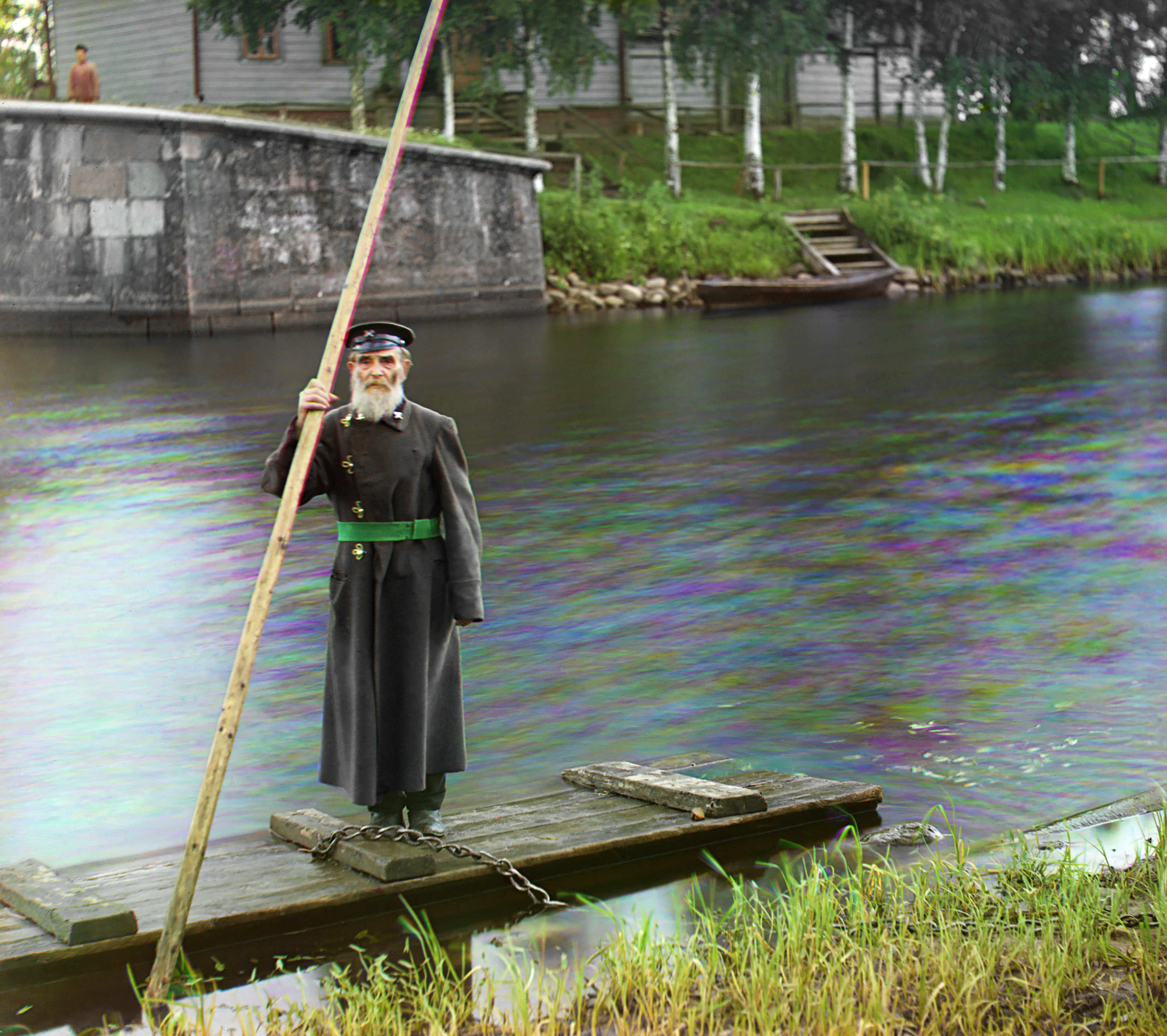
Inspecteur sur le canal Mariinsky (S.M. Prokudin-Gorsky, 1909)

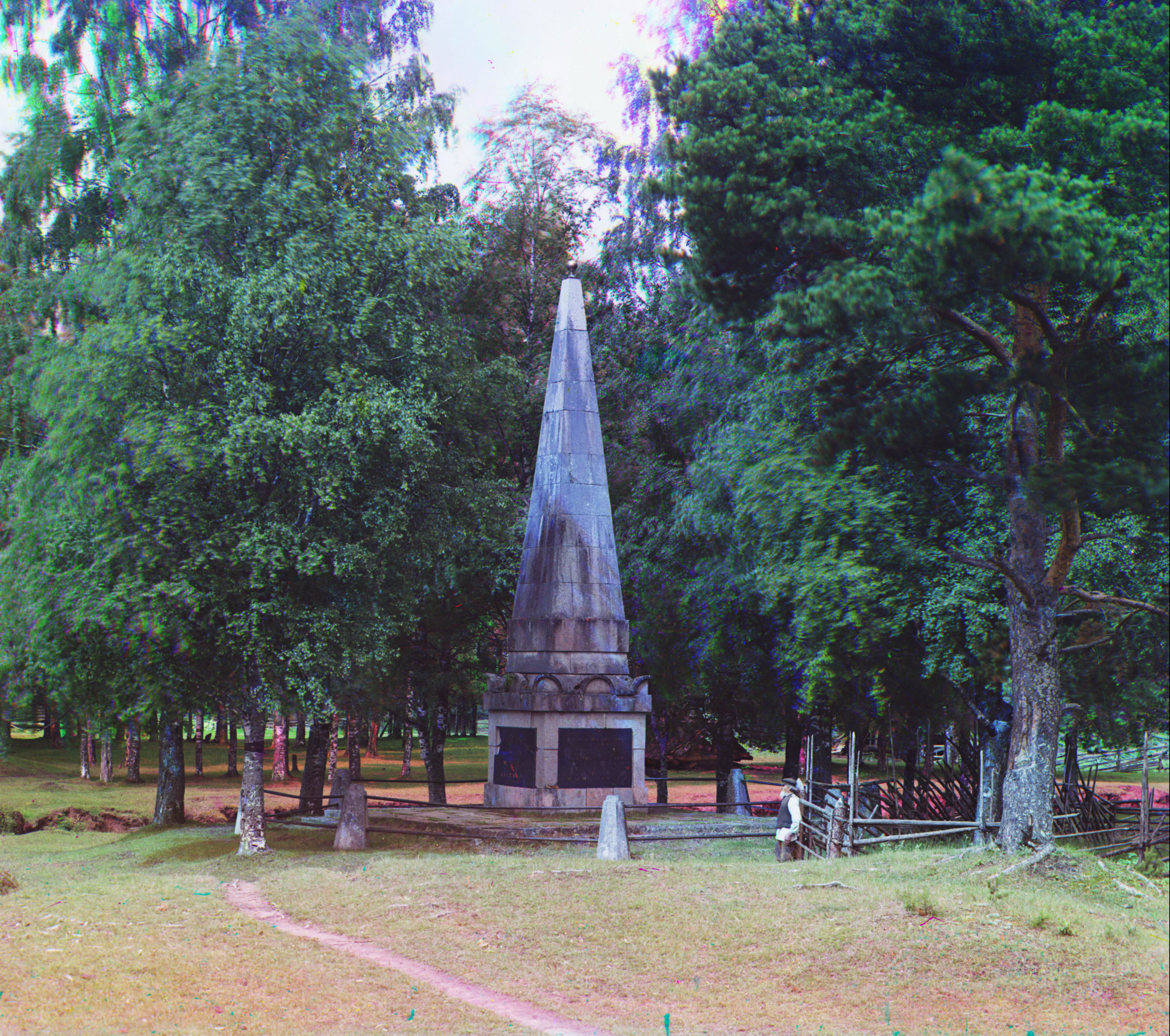
Monument à la connexion de Vytegra et Kovja sur l'écluse Saint-Pierre. année 1909

## Contexte
La construction du canal Vytegorsky fut lancée par Pierre Ier le Grand, le démarrage des travaux freiné par manque de financement. Des fonds d'un montant de 400 000 roubles par an furent alloués par emprunt au trésor des orphelinats. L'impératrice Maria Feodorovna était responsable de ce fonds. Son mari, l'empereur Paul Ier, signa un décret le 20 janvier 1799 qui officialise le nom « Мариинским», Mariinsky, en l'honneur de son épouse.

## Bâtiment
La construction commença en 1799. Le système fut construit par le Departamenta vodnikh kommunikatsiy, Département des communications sur l'eau, dirigé par Nikolaï Roumiantsev. La gestion directe de la construction du système fut confiée à l'ingénieur général François Sainte de Wollant, pour lequel un département spécial fut créé. 
Le plan initial prévoyait la construction de 26 écluses et en 1801, 8 d'entre elles étaient construites et un canal de liaison creusé. Un peu plus tard, furent construites deux écluses qui n'étaient pas prévues par le projet (Shestovskaya et Belousovskaya). 
- En 1808, le premier navire avec un tirant d'eau inférieur à 1 m passait de Kovja à Vytegra.
- Le 21 juillet 1810, l'ouverture de la navigation sur le réseau d'eau Mariinsky fut officiellement annoncée. Le coût de la construction était de 2 771 000 roubles.
- À St. Pierre dans le village de Petrovskoe (aujourd'hui Staroye Petrovskoye), une chapelle ronde en bois fut érigée en souvenir de la visite de Pierre Ier (non conservée). Après la construction du canal Novo-Mariinsky, des témoignages — « des écluses supprimées et quelques autres objets anciens d'un grand intérêt historique » — furent conservés.
- Près de la chapelle, sur ordre du général Devolant, un obélisque en granit à quatre côtés avec des plaques de métal fut érigé: « Avec la généreuse intercession de l'impératrice Marie, ce canal a été commencé en 1799 à la demande de son époux, l'empereur Paul Ier, et a été exécuté sous son fils, l'empereur Alexandre Ier, par l'ordre duquel ce monument fut érigé. », « Петрову мысль Мария свершила », « Maria a réalisé l'idée de Petrov ».

## Description du canal Mariinsky
- Point culminant du bassin versant. Une partie séparée, 3 verstes de long, 429 sagènes, se composait du bassin Catherine, du canal creusé et du Matkozero. Hauteur au-dessus du niveau de la mer Baltique (le long de la jauge de marée de Kronstadt ) - 60,17 sagènes. Les navires remontaient le canal de Kovja de 40,44 pieds, et descendaient à Vytegra de 36,36 pieds.
- Le canal commençait 9 verstes au-dessus de St. Anna près du village de ryaznyy Omut sur Kovja. Coupait à travers deux lacs, le lac Matko, le bassin Catherine.
- 6 écluses furent installées sur le canal. Elles étaient alimentées par les eaux au moyen de l'aqueduc Konstantinovsky (10 verstes 266 sagènes ; chute - environ 105 pieds).
- St.Pierre (écluse double, 15,6 pieds)
- Sainte-Hélène (écluse simple, 8,33 pieds)
- St.Marie (écluse double, 12,43 pieds)

Au-dessous de St. Mary, passant le lac Ludozhskoe, le chenal menait à la rivière. Vytegra près du village de Verkhny Rubezh.

## Novo-Mariinsky - Canal de pierre

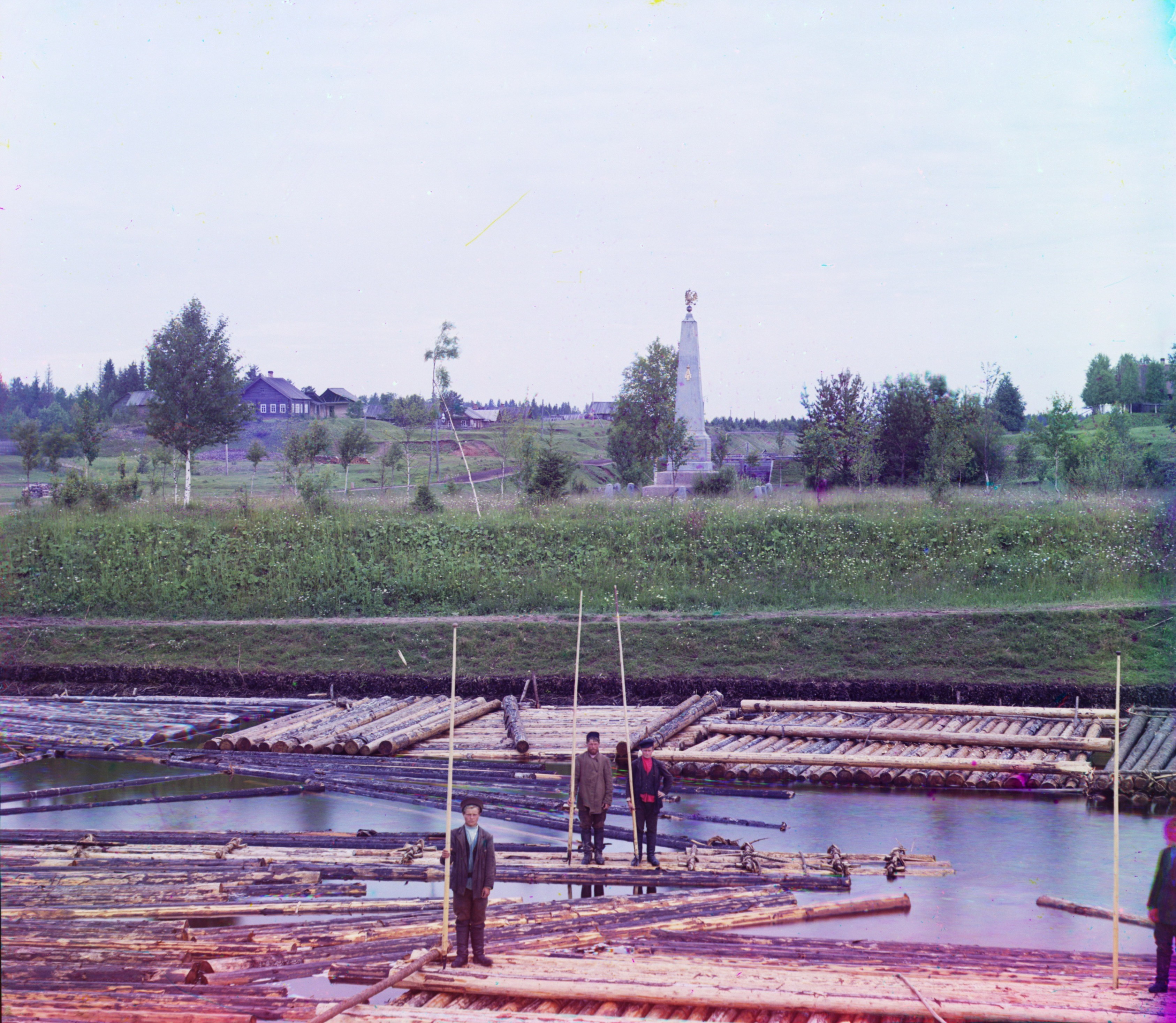
Monument sur le canal Novo-Mariinsky. Photo de 1909

En relation avec le développement du capitalisme après l'abolition du servage et la croissance des exportations de blé vers l'Europe, la capacité du système Mariinsky fut jugée insuffisante. En août 1882, les travaux de construction du canal Novo-Mariinsky commencèrent, au nord-est de l'ancien, de longueur totale 9 km. La partie commune avec l'ancien canal Mariinsky avant de rejoindre le Shima (Vytegra dans le cours supérieur) était de 1,3 km. La hauteur du plan d'eau moyen est de 119 m au-dessus du niveau de la mer Baltique (le long de la jauge à marée de Kronstadt). Le bief de partage, par rapport à l'ancien canal, fut abaissé de 9 m, alors qu'il n'y avait plus besoin des 9 écluses et du système d'alimentation en eau Konstantinovsky. Le nouveau canal était alimenté par l'eau de la partie supérieure de Kovja, soutenue par un barrage à la source de la rivière du lac Kovzhskoye, à travers l'aqueduc Aleksandrovsky. La largeur du canal le long du fond était de 21 m, la profondeur de 2,1. Par la suite, il fut annuellement dégagé et élargi. Les travaux s'achevèrent le 1er mai 1886. Le coût de la construction se monta à 2 millions de roubles. 
En commémoration de l'achèvement de la construction, un obélisque à quatre côtés fut érigé à l'écluse Saint-Alexandre (il survécut avec pertes, dans les années 1960, et fut déplacé à Vytegra, etc. 
Le canal était sous la juridiction de la 4e section technique du district des lignes de communication de Vytegorsky. Il fut éclairé par des lanternes à incandescence. Des fossés furent creusés derrière le littoral et un drainage fut posé ; 10 tuyaux en pierre et 2 ponts en bois furent installés pour drainer l'eau du rivage. 
En 1886, une médaille (8,5 cm de diamètre) fut frappée en cuivre, à l'avers avec les portraits de Pierre Ier, Paul Ier, Maria Feodorovna, Alexandre II et Alexandre III . Lors de la reconstruction du système Mariinsky, des travaux furent menés pour dégager le canal, les glissements de terrain et les sédiments, 12 000 mètres cubes furent enlevés, etc..